# Космическа оранжерия „СВЕТ“
„СВЕТ“ е опитен модул (космическа оранжерия) за отглеждане на растения в условията на пилотирани космически кораби, използван за провеждане на експерименти на орбиталната станция „Мир“ в периода от 1990 до 2001 г.
Проектът започва като съвместна разработка на институти главно от България и СССР (после Русия), а по-късно и с участие от САЩ. Провежда се в 2 етапа.

## Първи етап
Първият етап от 1983 до 1991 г. включва изработка на оборудването и първи експерименти в рамките на програмата „Интеркосмос“. Българската страна обезпечава разработката и изработката на модула, а съветската/руската страна – изпращането на модула, обучението на екипажите и провеждането на експериментите. От българска страна разработката се изпълнява от Института за космически изследвания и технологии на БАН.

## Втори етап
Във втория етап от 1994 до 2000 г. се включва и американско участие, както и изпращане на модула „СВЕТ-2“ и по-продължителни експерименти. Последният експеримент на „СВЕТ-2“ е проведен през юни 2000 г., по време на който са изпробвани 4 вида семена на маруля, избрана поради краткия ѝ вегетационен период. Растенията са отгледани нормално от последния екипаж на „Мир“ и са изпратени образци на Земята. Членовете на екипажа на станцията Александър Калери и Сергей Залетин за първи път изпробват останалите листа от отгледаната продукция в космоса.